# Portage Des Sioux
Portage Des Sioux är en ort i Saint Charles County i Missouri. Vid 2020 års folkräkning hade Portage Des Sioux 335 invånare.